# NKOTBSB
NKOTBSB  fue un supergrupo pop estadounidense formado por los miembros de las dos boybands estadounidenses New Kids on the Block y Backstreet Boys. Howie Dorough de los Backstreet Boys vino con el nombre que es una combinación de las iniciales de cada grupo, NKOTB y BSB.Juntos lanzaron un álbum recopilatorio, llamado NKOTBSB (álbum) en 2011, un sencillo, y una gira llamada NKOTBSB Tour en América del Norte, Europa, Australia y Asia en 2011 y 2012.

## Historia
En el verano de 2010, los Backstreet Boys se unieron a New Kids on the Block en el escenario del Radio City Music Hall en Nueva York por invitación e interpretaron "I Want It That Way". El espectáculo fue parte del Casi-NO Tour de NKOTB. Desde la actuación, los medios comenzaron a circular rumores de los dos uniéndose para una gira en el verano de 2011.
El 8 de octubre de 2010, Brian Littrell, miembro de los Backstreet Boys, dio a la gira un 78% de posibilidades de que suceda. También declaró que él y Donnie Wahlberg, miembro de New Kids On The Block, habían estado trabajando en algunas canciones juntos.
La gira fue anunciada oficialmente para el verano de 2011 en On Air with Ryan Seacrest el 8 de noviembre de 2010. Durante la entrevista, se mencionó que los grupos estaban grabando un sencillo para ser lanzado más tarde. Para promover la gira, los grupos realizaron una sesión de preguntas y respuestas en vivo en Ustream el mismo día.
El recién formado supergrupo se presentó por primera vez juntos en el cierre de 38.º Annual American Music Awards el 21 de noviembre de 2010, para dar al público una idea de lo que verían en la gira, y nuevamente en Dick Clark's New Year's Rockin' Eve.
El 14 de marzo de 2011, el grupo anunció que lanzaría un álbum recopilatorio conjunto el 24 de mayo de 2011. El álbum contó con cinco pistas de cada grupo y algunas nuevas grabaciones del supergrupo combinado. El sencillo, titulado "Don't Turn Out the Lights", se estrenó el 5 de abril de 2011 por Ryan Seacrest.
El NKOTBSB Tour comenzó en el Allstate Arena en Rosemont (Illinois) el 25 de mayo de 2011. El 3 de junio de 2011, mientras estaban en medio de la gira, fueron al Rockefeller Center para actuar juntos en The Today Show.
La gira terminó el 3 de junio de 2012 en Pásay, Filipinas, y se presentaron por última vez el 18 de agosto de 2012 en Hershey (Pensilvania), en el Summer Mixtape Festival. La actuación fue también su última aparición en Norteamérica en 2012.
Durante un show en Londres el 29 de abril de 2012, mientras anunciaban el regreso de Kevin Richardson a los Backstreet Boys, Littrell insinuó que podrían tocar algunos shows con los diez miembros en el futuro. En agosto de 2012, los miembros de New Kids on the Block también declararon durante el Festival Mixtape que si bien fue su última actuación juntos durante bastante tiempo, podrían volver a estar juntos en un escenario, y esperan que haya muchos más shows con los Backstreet Boys en el futuro. También dijeron que NKOTBSB es como otro grupo en conjunto.

## Miembros
NKOTB
- Jonathan Knight
- Danny Wood
- Donnie Wahlberg
- Jordan Knight
- Joey McIntyre

BSB
- Howie Dorough
- Brian Littrell
- A. J. McLean
- Nick Carter

## Discografía

### Álbumes
- NKOTBSB (álbum) (2011)

### Sencillos
- "Don't Turn Out the Lights" (2011)

## Tours
- NKOTBSB Tour (2011 - 2012)